# Eupithecia minucia
Eupithecia minucia là một loài bướm đêm trong họ Geometridae.